# Thore Swanerud

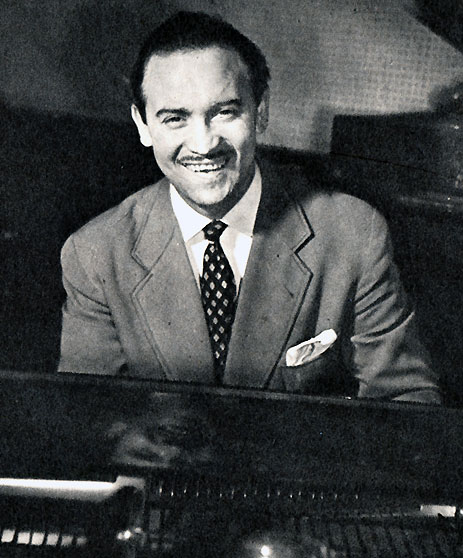
Thore Swanerud (1945)

Thore Elis Samuel Swanerud (* 18. Juni 1919 in Stockholm; † 8. Dezember 1988 ebenda) war ein schwedischer Jazzmusiker (Piano, Vibraphon, Komposition), der sich dem New Grove Dictionary of Jazz zufolge einen Ruf als hervorragender Solist und Begleiter erwarb.

## Leben und Wirken
Swanerud, der in Stockholm aufwuchs, war als Pianist weitgehend Autodidakt. Einer seiner Jugendfreunde war der Gitarrist Sven Stiberg; sie begannen zusammen zu spielen und gründeten im Sommer 1937 eine Band, die professionell zum Tanz aufspielte. Ihre Zusammenarbeit aus dieser Zeit ist auf einer im Juni 1937 aufgenommenen privaten Schellackplatte überliefert. Im Herbst 1938 begann er bei Miff Görling im La Visite, um sich als einer der führenden Pianisten Schwedens zu etablieren.
In den 1940er Jahren trat Swanerud mit einigen der führenden schwedischen Bands auf, so mit Sten Axelson, Miff Görling, Håkan von Eichwald, Charles Redland, Arne Hülphers, Arthur Österwall, Thore Jederby, Simon Brehm und Stan Hasselgård. Von 1949 bis 1951 leitete er ein eigenes Sextett. Danach spielte er mit seinen eigenen Trios weiterhin Jazz, obwohl er vorrangig als Arrangeur und Orchesterleiter in Studios und Theatern tätig war, um u. a. Zarah Leander, Evert Taube und Lars Forssell zu begleiten. Ab 1956 komponierte er gelegentlich auch für den Film.
Während Swanerud zu Beginn seiner Karriere in der Swing-Tradition spielte, orientierte er sich später am Modern Jazz. Er nahm mit James Moody (1949) sowie mit Ernestine Anderson (1956) auf und begleitete zudem Bibbi Johnson (1949), Monica Zetterlund (1959) und Alice Babs (1966). Bis in die 1980er Jahre hinein machte er Aufnahmen als Leader (etwa Musik à la Swanerud mit seinem Orchester 1976, Star Dust, Dragon 1984); zu seinen bekanntesten Kompositionen gehört das lyrische „Södermalm“, das in Schweden ein Evergreen wurde. Er ist auch auf Aufnahmen mit Gösta Theselius and All Stars, Hasse Kahns Sextett, Jularbo J:rs Trio, Rune Öfwerman und den Royal Swingers zu hören.

## Lexikalischer Eintrag
- Erik Kjellberg, Lars Westin: Swanerud, Thore in: Barry Kernfeld (Hrsg.): New Grove Dictionary of Jazz 2002 (Oxford Music Online)